# 徐鳳朝
徐鳳朝，清朝政治人物。浙江人。
徐鳳朝為監生出身。乾隆三十年（1765年）一月，署任湖南永順府龍山縣知縣。